# Rachael Price
Rachael Price (Perth, 1985. augusztus 30. –) ausztrál származású amerikai énekesnő.

## Pályakép
Ausztráliában született, Tennessee-ben nőtt fel. Kilenc éves korától nővéreivel egy kórus tagjaként énekelt, és tizenkét évesen a szólistájuk lett. A kórus Indiában, Európában, Dél-Amerikában, Közép-Amerikában, a Karib-térségben és Ausztráliában turnézott.
Öt éves korától vonzódott a dzsesszhez, azóta, hogy hallotta Ella Fitzgeraldtól a The Lady is a Tramp című dalt.
Első albumát 17 éves korában rögzítette.

## Lemezek
- Dedicated to You (2003)
- From Exile to Exaltation (2006)
- The Good Hours (2008)

### Lake Street Dive
- In This Episode... (2007)
- Promises, Promises (2008)
- Lake Street Dive (Signature Sounds, 2011)
- Fun Machine (Signature, 2012)
- Bad Self Portraits (Signature, 2014)
- Side Pony (Nonesuch, 2016)
- Free Yourself Up (Nonesuch, 2018)

### The Fundies
- The Fundies EP (2012)

### Tennessee Terraplanes
- Refreshingly Cool (2008)